# Danilo Poggiolini
Danilo Poggiolini (ur. 15 września 1932 w Rocca San Casciano) – włoski polityk i lekarz, parlamentarzysta krajowy, poseł do Parlamentu Europejskiego IV kadencji.

## Życiorys
Absolwent medycyny i chirurgii, specjalizował się w zakresie kardiologii. Kierował krajową federacją stowarzyszeń lekarzy i stomatologów (FNOMCeO).
Był długoletnim działaczem Włoskiej Partii Republikańskiej, a także radnym miejskim w Moncalieri i Turynie. Od 1983 do 1987 i od 1989 do 1994 sprawował mandat posła do Izby Deputowanych IX, X i XI kadencji. W latach 1994–1999 z ramienia ugrupowania Patto Segni zasiadał w Parlamencie Europejskim IV kadencji, pełniąc m.in. funkcję wiceprzewodniczącego Komisji ds. Środowiska Naturalnego, Zdrowia Publicznego i Ochrony Konsumentów.